# Solenomorphidae
De Solenomorphidae zijn een familie van uitgestorven tweekleppigen uit de infraklasse Euheterodonta.